# Juan Mario Gómez Esteban
Juan Mario Gómez Esteban (nacido el 15 de febrero de 1958 en Santurce, Vizcaya, España) es un Gran Maestro Internacional de ajedrez español. En la lista de octubre de 2008 de la FIDE es el número 24 de España y el 761 del mundo, con una puntuación ELO de 2498.

## Resultados destacados en competición
En 1980 y 1992 Gómez ganó sus dos títulos del Campeonato de España de ajedrez, superando a los maestros internacionales Francisco Javier Sanz Alonso y Francisco Javier Ochoa de Echagüen respectivamente, resultando subcampeón en una ocasión en 1983 por detrás del maestro internacional José García Padrón. También venció en el Campeonato de España Abierto de 2002, año en el que el Campeonato de España Cerrado fue ganado por Alexei Shirov.
Ha participado representando a España en cuatro Olimpíadas de ajedrez de 1980 en La Valeta, de 1984 en Salónica, de 1992 en Manila y de 2000 en Estambul, y en dos Campeonato de Europa de ajedrez por equipos de 1989 en Haifa y de 1992 en Debrecen.
En junio de 2007 Mario quedó 4º clasificado en el Open Internacional de León.
Mario Gómez participó con el equipo del Club de Ajedrez Sestao, en el Campeonato de España de ajedrez por equipos 2007, celebrado en Sevilla.
Ha ganado el Campeonato de Euskadi Absoluto en 9 ocasiones: 1988, 1990, 1997, 1998, 2001, 2003, 2005, 2006 y 2009.
Además, se ha impuesto en innumerables torneos, como son:
- XXI Trofeo Ayuntamiento de Barakaldo
- I Open FVDA
- I Torneo de Navidad de Arrigorriaga
- Virgen Blanca 2007
- XX Torneo San Prudencio